# A Perfect Day for Bananafish
A Perfect Day for Bananafish  ist eine Kurzgeschichte des amerikanischen Schriftstellers J. D. Salinger, die nach ihrer Erstveröffentlichung am 31. Januar 1948 im New Yorker als Eröffnungsgeschichte 1953 in die Sammlung Nine Stories aufgenommen wurde.
Die deutsche Erstübersetzung von Elisabeth Schnack erschien 1966 unter dem Titel Ein herrlicher Tag für Bananen-Fisch in dem Sammelband Neun Erzählungen in Zusammenarbeit mit  Annemarie und Heinrich Böll. 2012 wurde die Geschichte in einer Neuübersetzung der Neun Erzählungen von Eike Schönfeld unter dem Titel Ein idealer Tag für Bananenfische veröffentlicht.
Ein herrlicher Tag für Bananen-Fisch thematisiert als erste der Geschichten Salingers über die Glass-Familie die Hintergründe und Motive für den Selbstmord des Kriegsveteranen Seymour Glass im März 1948 während eines Genesungsurlaubs mit seiner Ehefrau Muriel in Florida nach der Rückkehr aus dem Zweiten Weltkrieg und der Entlassung aus einem Nervensanatorium.

## Inhalt
In A Perfect Day for Bananafish schildert ein neutraler personaler Erzähler die Vorgänge und Ereignisse, die mit dem Selbstmord Seymours enden, in drei klar gegliederten Sequenzen in überwiegend szenisch-dialogischer Darstellungsform.
Der Schauplatz der Erzählung ist ein luxuriöser Ferienort an der Küste Floridas. Die Eingangsszene zeigt Seymours Ehefrau Muriel, die auf die Verbindung für ein Ferngespräch mit ihrer Mutter in ihrem Hotelzimmer wartet, während ihr Mann allein am Strand liegt. Die längere Wartezeit, bevor die Verbindung zustande kommt, nutzt Muriel, nur mit einem weißseidenen Morgenrock bekleidet, für verschiedene eher triviale Aktivitäten. So liest sie beispielsweise einen Aufsatz in einer Frauenzeitschrift mit dem Titel Sex ist Spaß – oder die Hölle, entfernt einen Fleck aus ihrem Rock, versetzt einen Knopf an ihrer Designer-Bluse oder lackiert ihre Fingernägel.
In dem anschließenden Telefonat bringt Muriels Mutter wiederholt ihre große Sorge um die Sicherheit und das Wohlergehen ihrer Tochter zum Ausdruck, da sich Muriels Mann Seymour nach seiner Entlassung aus der Klinik mehrfach sehr merkwürdig und unberechenbar verhalten habe. So deutet Muriels Mutter unter anderem an, Seymour habe bewusst den Wagen seines Schwiegervaters gegen einen Baum gesteuert, grässliche Dinge zu der Oma über ihre Vorbereitung auf den Tod gesagt und etwas Unaussprechliches mit den Ferienbildern aus Bermuda angestellt. Ihrer Ansicht nach ist Seymour viel zu früh aus dem Militärhospital entlassen worden und droht nun, wie auch ein mit der Familie befreundeter Psychoanalytiker festgestellt habe, wahrscheinlich „gänzlich den Verstand zu verlieren“ und zu einer Gefahr für seine Umgebung zu werden. Sie wünscht daher sehr eindringlich, dass Muriel nach Hause zurückkehrt, da sie befürchtet, ihr Mann könne ihr etwas antun.
Muriel beruhigt jedoch ihre Mutter mehrere Male und weist darauf hin, dass Seymour auf dem Weg zum Ferienort sehr vorsichtig gefahren sei, den Schaden an dem Wagen ihres Vaters bezahlen wolle und im Übrigen seine Zeit am Ferienort damit verbringe, tagsüber allein am Strand zu liegen und abends im Ozean-Saal des Hotels zur Unterhaltung der anderen Gäste Klavier zu spielen.
Sie habe jedenfalls keine Lust, den Urlaub abzubrechen; zwar habe Seymour sie als „Miss Intellektuelle Vagabundin vom Jahr 1948“ („Miss Spiritual Tramp of 1948“) bezeichnet und ziehe auch seinen Bademantel am Strand nicht aus – angeblich, um seine allerdings nicht vorhandenen Tätowierungen nicht zur Schau zu stellen; ein Gespräch mit einem Psychiater vor Ort über Seymours Probleme habe jedoch nichts Konkretes ergeben.
In dem gesamten Telefonat lenkt Muriel in auffälliger Weise das Gespräch fortwährend auf oberflächliche Themen wie ihren Sonnenbrand und die verwendete Sonnenmilch, ihren blauen Mantel und ihr Ballkleid, die Sommermode oder die Kleiderpreise der Saison im Allgemeinen. Ebenso äußert sie sich abfällig über das Aussehen und Verhalten der anderen Hotelgäste.
Das verlockende Angebot ihrer Eltern, ihr eine schöne Seereise anstelle des Urlaubs mit ihrem Mann zu finanzieren, kann Muriel ebenso wenig dazu bewegen, den Urlaub mit Seymour abzubrechen. Seymours Verhalten sei aus ihrer Sicht völlig harmlos und keinesfalls, wie ihre Mutter es darstelle, „komplett verrückt“. Muriel beendet sodann das Telefongespräch mit der Feststellung, sie fühle sich völlig sicher und finde das Verhalten ihres Ehegatten auch keinesfalls beängstigend.
In der zweiten Szene der Erzählung wechselt der Schauplatz zum Hotelstrand. Die vier- oder fünfjährige Sybil Carpenter fragt dort mehrfach ihre Mutter, während diese sie mit Sonnenöl einreibt, ob sie „Sieh-mehr-Glass“ („see more glass“) gesehen habe. Ihre Mutter versteht die Frage jedoch nicht und schickt ihre Tochter genervt fort zum Spielen, um selber im Hotel einen Cocktail zu trinken.
Unbeaufsichtigt begibt sich Sybil sofort auf die Suche nach ihrem Bekannten Seymour Glass und findet ihn schließlich eine viertel Meile entfernt auf dem öffentlichen Strandabschnitt, wohin Seymour sich von den Hotelgästen zurückgezogen hat. In dem nachfolgenden Gespräch rühmt Seymour den hübschen blauen Badeanzug des Mädchens, obwohl dieser eindeutig gelb ist, wie Sybil sofort einwendet. Sie beklagt sich auch darüber, dass Seymour der dreieinhalbjährigen Sharon Lipschutz erlaubt habe, während seines Klavierspiels neben ihm auf der Klavierbank zu sitzen. Als Seymour bekräftigt, nicht Sharon, sondern Sybil sei sein Liebling, fordert diese ihn auf, das nächste Mal Sharon von der Klavierbank zu schubsen.
Als die beiden daraufhin mit einem Gummifloß gemeinsam ins Wasser gehen, schlägt Seymour dem Mädchen vor, nach einem Bananen-Fisch Ausschau zu halten. Es sei, wie er bemerkt, ein herrlicher Tag für Bananen-Fisch. Er erklärt Sybil, die zunächst keinen Bananen-Fisch sehen kann, dass Bananen-Fische wie ganz gewöhnliche Fische aussähen. Sie würden in ein Loch voller Bananen schwimmen und würden diese gierig wie Schweine verschlingen. Natürlich seien sie danach zu dick, um wieder aus dem Loch herauszukommen. In dem Bananenloch gefangen, bekämen sie eine schreckliche Krankheit, das Bananenfieber, und würden daran sterben.
Trotz ihrer anfänglichen Zweifel erklärt Sybil schließlich, sie habe einen Bananen-Fisch mit sechs Bananen im Mund gesehen. Als Seymour daraufhin den Spann ihres Fuß küsst, protestiert Sybil unwirsch und rennt, nachdem beide wieder am Strand angelangt sind, sofort ohne ein Wort des Bedauerns zurück zum Hotel.
Seymour sammelt danach seine Sachen ein und kehrt ebenfalls zum Hotel zurück. Auf dem Weg zu seinem Zimmer beschuldigt er im Fahrstuhl eine Frau mit Zinksalbe auf der Nase, auf seine Füße zu starren. Als diese zu ihrer Entschuldigung erklärt, sie habe nur zufällig auf den Fußboden geblickt, verbittet sich Seymour aufgebracht ihre „verdammte Heimlichtuerei“ („God-damned sneak“). Die Frau verlässt daraufhin den Fahrstuhl, ohne sich umzusehen. Seymour betont der Fahrstuhlführerin gegenüber nochmals wütend, er habe zwei normale Füße und es gebe nicht den leisesten Grund für Starren.
Im Hotelzimmer angekommen, blickt Seymour auf seine Frau, die schlafend auf dem einen der beiden Betten liegt. Dann holt er eine Ortgies-Pistole Kaliber 7,65 aus seinem Koffer, setzt sich auf das unbenutzte Bett und schießt sich, während er seine Frau anblickt, eine Kugel durch die rechte Schläfe.

## Interpretationsansatz
In dieser nur wenige Stunden erzählter Zeit umfassenden Kurzgeschichte Salingers, die unter Wahrung einer zeitlich-räumlichen Einheit und überschaubaren Beschränkung auf drei Hauptfiguren in sich abgerundet ist und am Ende kreisförmig zum Ausgangspunkt im Hotelzimmer zurückkehrt, wird der scheinbar sinn- oder motivlose Selbstmord des Protagonisten Seymour Glass geschildert. Da der Erzähler in der überwiegend dialogischen Darbietung der Ereignisse auf jegliche Deutung oder Kommentierung des Geschehens verzichtet und auch die Hintergründe bzw. Vorgeschichte ausspart, wird der Leser in die Rolle eines zufälligen Beobachters versetzt, der die Handlungsmotive der Charaktere und insbesondere des Protagonisten nur aus Andeutungen in den Gesprächen der Figuren selber erschließen kann.
Das Ferngespräch zwischen Muriel Glass und ihrer Mutter im ersten Teil der Erzählung gibt dem Leser wichtige Hinweise auf den Protagonisten Seymour. Die verschiedenen Andeutungen der Mutter über Seymours ungewöhnliches Verhalten nach seiner Entlassung aus dem Nervensanatorium und die Einschätzung des Psychoanalytikers der Familie, Seymour könne demnächst völlig die Kontrolle über sich verlieren, deuten auf einen Zustand noch nicht überwundener, tiefer psychischer Verwirrung Seymours nach seiner Heimkehr aus dem Krieg. Muriels Beobachtungen, dass Seymour am Strand seinen Bademantel nicht ausziehe, um nicht seine überhaupt nicht vorhandenen Tätowierungen zur Schau zu stellen, sind ebenso wenig beruhigend wie ihre Feststellung, dass Seymour sich beim geselligen Zusammensein abends im Hotel von den anderen Gästen absondere und alleine Klavier spiele.
Das Telefonat zwischen Muriel und ihrer Mutter liefert nicht nur einen ersten Eindruck von Seymours psychischer Lage, sondern zugleich einen Einblick in Muriels Charakter. Offensichtlich selbstsicher und beherrscht hat Muriel während des Krieges und des anschließenden Aufenthaltes Seymours in der Klinik auf ihren Ehemann gewartet und gegen den Rat ihrer Eltern an der Beziehung festgehalten. Obwohl sie um die damit verbundene Gefahr weiß, hat sie auch Seymour den Wagen auf der Reise zum Ferienort steuern lassen und ist auch nicht bereit, den gemeinsamen (Genesungs-)Urlaub mit ihrem Ehemann trotz der Sorge und Befürchtungen ihrer Eltern abzubrechen. In dieser Hinsicht zeigt Muriel sich als selbstbeherrschte bzw. selbstständige und äußerst willensstarke junge Frau; zugleich erweckt sie jedoch den Eindruck einer oberflächlichen Persönlichkeit, die vor allem an materiellem Luxus und oberflächlichen Alltagstrivialitäten interessiert ist. Seymours Benennung als „Miss Intellektuelle Vagabundin vom Jahr 1948“ quittiert sie in bezeichnender Form mit einem bloßen Kichern; das literarische Interesse ihres Ehemannes an den großen Werken der Weltliteratur kann sie nicht teilen. So zeigt sie keinerlei Interesse an dem Gedichtband Rilkes („those German poems“), den Seymour ihr aus Deutschland zum Lesen geschickt hat. Geht es für Seymour um die Gedichte des „einzigen großen Dichter[s] des Jahrhunderts“ („the only great poet of the century“), möchte sie sich nicht mit den schwer verständlichen Aussagen der Elegien Rilkes über die schmerzvolle Lage des Menschen in der Welt befassen, hat das Buch verlegt und liest charakteristischerweise eine eher seichte Magazingeschichte über „Sex ist Spaß – oder die Hölle“.
Muriels Umgang mit ihrem Ehemann ist demgemäß nicht durch das Bemühen gekennzeichnet, auf Seymours Gedanken oder Empfindungen einfühlsam oder verständnisvoll einzugehen; für sie als selbstsichere Gesunde bleibt Seymour ein in seinen Abweichungen vom Normalen im Grunde unverstandener, nur bemitleidenswerter Sonderling. Dem entspricht auch die anfangs mit wenigen suggestiven Andeutungen skizzierte Szenerie und Atmosphäre des Hotels. In dem von Werbefachleuten überfüllten Hotel, die alle Telefonleitungen belegen („ninety-seven New York advertising men in the hotel monopolizing the long-distance lines“), spielt man abends Bingo oder trifft sich zur unverbindlichen Konversation an der Hotelbar.

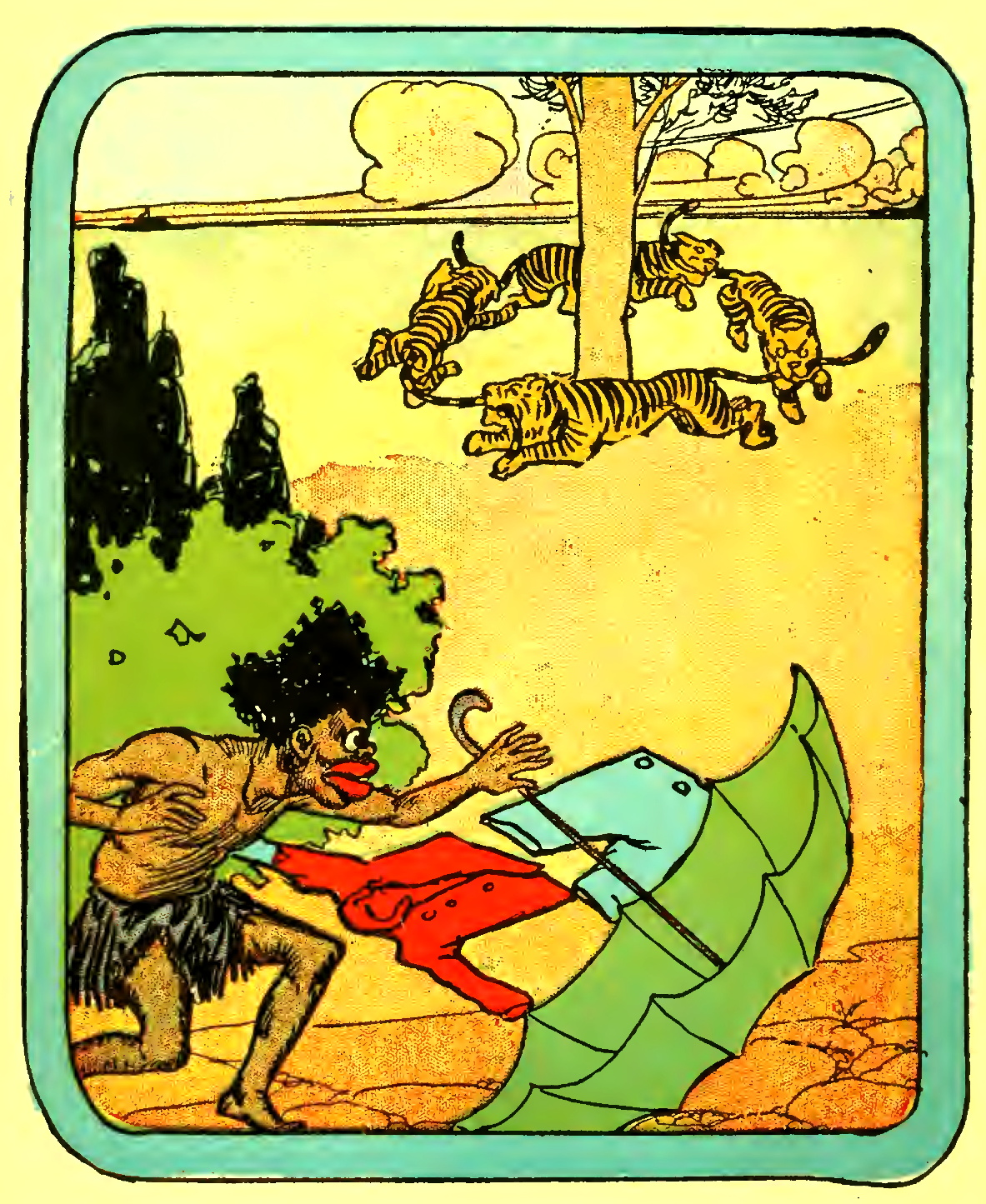
Little Black Sambo, Illustration von John Rea Neill, 1908

Seymour ist nach seinem Kriegserleben dieser Welt völlig entfremdet und zieht sich in eine gänzliche andere, selbstgeschaffene (Innen-)Welt zurück, die sich als eigenständiger Bereich träumerischer Phantasie und kindlicher Unschuld äußert. Als Kriegsheimkehrer ist Seymour aus dem Gefüge der konventionellen Erwachsenenwelt ausgebrochen; auf der Ebene seiner kindlichen Phantasiewelt begegnet er Sybil Carpenter, dem kleinen, unreflektierten Mädchen, das der Märchenwelt in Helen Bannermanns Kinderbuch Der Kleine Schwarze Sambo (Little Black Sambo) verhaftet ist.
In dieser der Alltagslogik entrückten Welt treffen und verstehen sich See more (Sieh-Mehr, im englischen Original homophon mit der Aussprache von Seymours Namen) und die „sehende“ Sybil, deren Name auf die mit dem Blick in die Zukunft begabte Prophetin Sibylle in der griechischen Mythologie verweist.
Ironischerweise zeigt sich der in der Eingangsszene als psychisch gestört und nahezu gemeingefährlich dargestellte Seymour hier am abgelegenen Strand als der väterlich-fürsorgliche Freund eines vernachlässigten kleinen Mädchens, deren Mutter in der Erzählung ebenso wie Seymours Ehefrau Muriel der oberflächlichen materialistisch-trivialen Alltagswirklichkeit der glamourösen, selbstbezogenen Hotelgäste zuzuordnen ist.
Als die beiden ins Wasser gehen, erzählt Seymour dem Mädchen die erfundene Geschichte von den Bananen-Fischen, die als Allegorie bzw. Parabel in dem Schicksal dieses Phantasie-Fisches seine eigene Situation spiegelt und im Detail dabei vom Leser unterschiedlich ausgedeutet werden kann. So lässt sich beispielsweise das Eingesperrtsein des Bananen-Fisches als Paradigma für Seymours eigene Lage deuten, der selber überfüllt mit eigenen Erlebnissen, Empfindungen und Gefühlen aus dem Gefängnis seiner psychischen Innenwelt nicht mehr ausbrechen und in die Wirklichkeit der gesellschaftlichen Außenwelt zurückkehren kann. Gleichfalls lassen sich in der Parabel auch sexuelle Konnotationen finden, die in der literaturwissenschaftlichen Analyse unter anderem als Ausdruck von Seymours „sexual inadequacy“ (dt. „sexuelle Unzulänglichkeit bzw. Minderwertigkeitsgefühle“) interpretiert worden sind.
Auf einer symbolischen Bedeutungsebene kann die Parabel des Bananen-Fisches auch so verstanden bzw. rückübersetzt werden, dass der Mensch im Allgemeinen bzw. Seymour im Besonderen tragischerweise, nachdem er sich aus der Welt der kindlichen Unschuld vom Drang nach Wissen und Erfahrung getrieben in die Welt der Erwachsenen hinausgewagt hat, nicht wieder zurückkann. Bildhaft gesprochen, ist das „Tor der Unschuld“, das er passiert hat, nach den Verstrickungen in der Erwachsenenwelt und den damit verbundenen Erfahrungen und Desillusionierungen für eine Rückkehr zu eng geworden; der Weg zurück ist daher verschlossen; wie der Bananen-Fisch muss der Mensch bzw. Seymour die „Krankheiten dieser Welt“, d. h. das „Bananen-Fieber“, ertragen und wird zwangsläufig an seinen Erlebnissen oder Erfahrungen zugrunde gehen.
Wird die Parabel in diesem Sinne als Seymours durchaus klare Diagnose seiner eigenen Situation verstanden, ist er nicht mehr ein bloßer Psychopath oder Geistesgestörter, der aufgrund seiner psychischen Erkrankung nicht länger an einem geregelten und geordneten Alltagsleben teilnehmen kann. Er stellt sich demgegenüber vielmehr als jemand dar, der die Tragik und Fehler dieser Welt durchschaut und mehr sieht als diejenigen, die in ihrer Wahrnehmung und ihren Gedanken an der Oberfläche bleiben. Was aus der Sicht der Normalität als psychische Störung oder Erkrankung erscheint, erweist sich dann eher als Versuch, den Konformitätszwängen des genormten Ablauf der Alltagswirklichkeit in dieser Welt zu entfliehen. In solcher Hinsicht ist auch Seymours Bemühen schlüssig, durch die Freundschaft mit der noch unschuldigen, kindlichen Sybil oder auch Sharon seine eigene, vor allem durch die Kriegserlebnisse verlorene Unschuld wieder zurückzuerlangen. Seymour ist dabei jedoch bewusst, dass dieser Versuch zum Scheitern verurteilt ist: Die Luftmatratze, die er mit ins Wasser nimmt, ist nicht hinreichend mit Luft gefüllt. Als die sehende bzw. in die Zukunft blickende Sybil ihn darauf aufmerksam macht, dass das Gummifloß mehr Luft braucht, erwidert er: „Du hast recht. Es braucht mehr Luft, als ich zugeben möchte.“ („You‘re right. It needs more air than I‘m willing to admit.“). Die versuchte Rückkehr in die Welt der Kindheit erfolgt wider besseres Wissen, es ist für ihn nicht mehr möglich, sich Sybil anzugleichen. Der „mehr-sehende“ Seymour und die in die Zukunft blickende Sybil bleiben ebenso an einer anderen entscheidenden Stelle unüberbrückbar getrennt: Seymour selber trägt eine königsblaue Badehose; als er Sybils Badeanzug als blau bezeichnet, stellt diese seine Aussage jedoch richtig: ihr Badeanzug ist kanariengelb, nicht jedoch blau.
Als Seymour Sybil in seinem erneuten Versuch, sich ihrer kindlichen Welt nochmals anzunähern, sie auf seine Phantasiereise zu den Bananen-Fischen einlädt, lässt diese sich nach kurzem Zögern zwar wie selbstverständlich auf dieses Spiel ein, macht mit ihrer Feststellung, sie habe einen Bananen-Fisch mit sechs Bananen im Mund gesehen, jedoch zugleich deutlich, dass in ihrer kindlichen Spielwelt die Grenzen zwischen Phantasie und Wirklichkeit verschwimmen; aus Schein wird für sie so Sein. Seymour muss hier erkennen, dass er als Erwachsener, dessen Vorstellungen durch die „Regeln der Logik“ und „Bedingungen der Realität“ bestimmt sind, nicht vergessen kann, dass diese Bananen-Fisch-Geschichte erfunden ist, einen Ausbruchsversuch in der Phantasie darstellt, nicht jedoch die Wirklichkeit. Das nur halb gefüllte Gummifloß kann zwar die kindliche Sybil tragen, allerdings nicht den erwachsenen Seymour, der auf dem Boden der Wirklichkeit verhaftet bleibt.
In dem Augenblick, in dem Sybil seine Phantasie als Realität annimmt, küsst Seymour gleichsam impulshaft Sybils Fuß; bildhaft gesehen, hat sich Sybil, die auf dem Gummifloß auf dem Wasser treibt, damit von dem Boden der Erde gelöst und die wirkliche Welt, in der Seymour sich selber gefangen sieht, verlassen. Sybil kann jedoch Seymours Geste der Bewunderung und Verehrung an dieser Stelle nicht verstehen; sie protestiert ärgerlich und rennt zum Hotel zurück. Damit scheitert Seymours Versuch einer Annäherung an die kindliche Welt ein weiteres Mal; ihm bleibt auf dem Weg zurück zum Hotel nur die bedrückende Erkenntnis, dass er selber die Grenzen zwischen Phantasie und Wirklichkeit nicht mehr wie ein Kind aufheben kann. Als erdverbundener „Steinbock“ (Capricorn) bleibt er „an den Boden der Tatsachen gefesselt“  und kann der realen Welt nicht entkommen.
In der Szene im Hotelfahrstuhl äußert sich diese Einsicht Seymours in die unabwendbare Gefangenschaft in dieser Welt der Wirklichkeit sodann in seiner Abscheu vor den eigenen Füßen, die ihn gleichsam symbolisch an seine reale Körperlichkeit erinnern. In seinem Leiden kehrt er zurück in das Hotelzimmer, das nach „neuen Kalbslederkoffern und nach Nagellackentferner“ („new calfskin luggage and nail-laquer remover“) riecht. Diese modischen Charakteristika eines oberflächlichen Ferienamüsements verdeutlichen ihm nochmals den Käfig, aus dem er nicht ausbrechen kann. Der einzige Ausweg, der ihm mit der „Entschlossenheit“ desjenigen bleibt, „der seine Lage endgültig erkannt hat“, ist es, sich an diesem „herrlichen Tag für Bananen-Fisch“ eine Kugel durch den Kopf zu schießen, um so den aus seiner Sicht einzig möglichen Weg einzuschlagen, der ihn aus dem „Loch“ der Welt herausführt, in dem er gefangen ist.
In dieser Hinsicht verleiht Salinger in seiner Erzählung in „dramatisch verdichtete[r], bis in das letzte Detail durchgeformte[r] und dichterisch überhöhte[r]“ Form dem unsäglichen Leiden eines empfindsamen Außenseiters in einer „pragmatisch ausgerichteten“, oberflächlich-materialistischen Welt seinen literarischen Ausdruck.

## Entstehungsgeschichte
Salinger legte im Januar 1947 dem New Yorker nach der Ablehnung einer zuvor eingereichten Kurzgeschichte ein Manuskript mit dem Titel „The Bananafish“ zur Veröffentlichung vor. Das vorgelegte Manuskript erweckte das Interesse des Redakteurs William Maxwell, der Salingers Agenten am 22. Januar mitteilte, dass die Vorlage ihm in Teilen sehr gefallen habe, jedoch noch deutliche Schwächen („major flaws“) zeige, da sie weder eine schlüssige Geschichte noch einen verstehbaren Sinn aufweise („seems to us to lack any discoverable story or point“). In einem anschließenden persönlichen Gespräch mit Salinger erklärte Maxwell dem Schriftsteller, man schätze in der Redaktion seine stilistische Präzision („stylistic precision“) und sein Talent für natürliche, wohlklingende Dialoge („gift for dialogue which flowed naturally and was pleasing to the ear“); der Text sei zudem exzellent geschrieben, die Aussage oder Bedeutung sei indes nicht klar erkennbar („excellently written but [...] at the same time unintelligible“).
Salinger entschloss sich daraufhin zu einer gründlichen Überarbeitung des ursprünglichen Manuskripts und fügte zunächst die Eröffnungsszene mit Seymours Ehefrau Muriel hinzu. Nach und nach ergänzte er in einem ein ganzes Jahr andauernden Änderungsprozess, in dem zahlreiche unterschiedliche Versionen entstanden, wesentliche Teile der Geschichte, vor allem im Hinblick auf die Darstellung und Charakterisierung Muriels, in ständiger Rücksprache mit der Redaktion des New Yorker. Im Januar 1948 nahm der New Yorker dann die letzte revidierte Fassung des Textes an, die unter dem Titel A Fine Day for Bananafish erscheinen sollte.
Allerdings herrschte im New Yorker Unklarheit darüber, ob Bananafish zusammen oder getrennt geschrieben werden sollte. In einem Brief an die Redaktion des New Yorker erklärte Salinger sodann, er wünsche die Zusammenschreibung, da für ihn „zwei Wörter zu viel Sinn ergäben“ („two words would make too much sense“). Der zuständige Lektor im New Yorker akzeptierte schließlich Salingers Logik, wandelte den Titel der Geschichte bei der Erstveröffentlichung am 31. Januar 1948 jedoch zu A Perfect Day for Bananafish um.
Dieser Hintergrund der Entstehungsgeschichte der Endfassung des Textes verdeutlicht nicht nur die damalige, intensive Zusammenarbeit Salingers mit der Redaktion bzw. dem Lektorat des New Yorker, sondern zeigt zugleich, in welcher Weise Salinger darum bemüht war, diese Kurzgeschichte, die keinesfalls in einem Wurf bzw. einer Eingebung entstanden ist, Schritt um Schritt zu verfeinern und weiterzuentwickeln. In der deutschen Erstübersetzung von Elisabeth Schnack wurde dagegen die getrennte Schreibweise von Bananen-Fisch in zwei Wörtern, allerdings mit Bindestrich, gewählt.

## Wirkungsgeschichte und Hintergründe
Nach dem beispiellosen Ersterfolg von The Catcher in the Rye 1951 versuchte Salinger offensichtlich 1953 mit der gesammelten Veröffentlichung seiner frühen Kurzgeschichten, die er zuvor in Zeitschriften publiziert hatte, in Buchform unter dem Titel Nine Stories sein Frühwerk zu bewahren. Vor allem die Eröffnungsgeschichte A Perfect Day for Bananafish stieß auf breite, nahezu ausschließlich positive kritische Resonanz. Der schmale Kurzgeschichtenband, der bis 1963 bereits in über zwei Millionen Exemplaren verkauft wurde, blieb – für einen Kurzgeschichtenband äußerst ungewöhnlich – über drei Monate auf der Bestsellerliste der New York Times und machte Salinger zu einem der bedeutendsten Autoren der amerikanischen Literatur des 20. Jahrhunderts. Vor allem die Publikation von A Perfect Day for Bananafish zusammen mit den übrigen Geschichten als Sammelband sicherte Salinger nach der erfolgreichen Erstveröffentlichung von The Catcher in the Rye endgültig einen „vorderen Platz in der Geschichte der amerikanischen Nachkriegsliteratur“.
A Perfect Day for Bananafish eröffnet mit der Einführung des Protagonisten Seymour Glass den Zyklus der Glass-Saga, die Salinger danach in sehr langen Abständen in dem Zeitraum bis 1965 mit Geschichten über das eine oder andere Mitglied der Glass-Familie weiter vervollständigte. Die Hintergründe und Vorgeschichte des Schicksals von Seymour Glass werden dabei vor allem in den Kurzgeschichtensammlungen Franny und Zooey (Franny and Zooey) (1961) sowie Raise High the Roof Beam, Carpenters and Seymour: an Introduction (1963) (Hebt den Dachbalken hoch, Zimmerleute und Seymour wird vorgestellt) nach und nach ergänzt. Ob Salinger bereits mit dem Verfassen von A Perfect Day for Bananafish die gesamte Geschichte der Glass-Familie konzipiert hatte, oder ob er die übrigen Figuren der Glass-Familie erst nachträglich in einer Form anlegte, die die frühen Ansätze Schritt um Schritt fortführte oder weiterentwickelte, ist aus heutiger literaturwissenschaftlicher Sicht nicht eindeutig zu beantworten.
Obwohl vor allem die Figur des Seymour Glass in Ein herrlicher Tag für Bananen-Fisch durch den späteren Zyklus vertieft und erweitert wurde, ist diese Erzählung dennoch eine in sich geschlossene und durchgeformte Kurzgeschichte, die auch losgelöst vom Kontext der übrigen Glass-Geschichten ihre unabhängige Aussage sowie Wirkung entfaltet und allein aus sich heraus zu verstehen ist.
So wird A Perfect Day for Bananafish in der Kritik einhellig als eigenständiges „gelungenes Kunstwerk“ betrachtet und gilt als eine der „besten Stories“ Salingers. Da sich zudem Salingers Konzeption der Erzählfigur Seymours in den sieben Jahre später entstandenen Erzählungen verändert hat, können diese anschließend verfassten Geschichten auch nicht als Ausgangspunkt für eine Interpretation von Ein herrlicher Tag für Bananen-Fisch zugrunde gelegt werden.
Dessen ungeachtet lassen sich aus den späteren Erzählungen die biografischen Daten der Erzählfigur Seymour rekonstruieren. Demzufolge wird Seymour 1917 geboren, besucht bereits mit fünfzehn Jahren die Columbia University, an der er seinen Ph.D. in Englisch erwirbt. Im Alter von neunzehn Jahren nimmt er eine Tätigkeit als Lehrer auf, mit einundzwanzig Jahren wird er Universitätsprofessor. Am 4. Juni 1942 heiratet Seymour die eher einfache und seine Interessen in keiner Weise teilende Muriel Fedder. Durch die Fronterlebnisse als Soldat im Zweiten Weltkrieg gerät er aus dem seelischen Gleichgewicht; eine anschließende psychoanalytische Behandlung in einem Armeehospital verläuft erfolglos. In einem noch verwirrteren Zustand als zuvor verbringt er einen Genesungsurlaub mit seiner Frau in Florida, wo er sich am 18. März 1948 in seinem Hotelzimmer erschießt.
Dass die Erzählung A Perfect Day for Bananafish, in der der Suizid Seymours geschildert wird, bereits im Januar 1948, also zwei Monate vor der dargestellten Selbsttötung, im New Yorker erstveröffentlicht wurde, ist vermutlich nur durch ein Versehen Salingers zu erklären.
In Ein herrlicher Tag für Bananenfisch entwickelt Salinger mit der Beschränkung auf wenige Akteure, der räumlichen und zeitlichen Einheit sowie der Aufteilung des Handlungsverlaufs und der Geschehnisse in drei klar voneinander abgesetzten Akten eine Erzählform, die er gleichermaßen als erzähltechnische Grundstruktur in mehreren seiner frühen Kurzgeschichten, beispielsweise in Uncle Wiggily in Connecticut (Erstveröffentlichung im März 1948, dt. Onkel Wackelpeter in Connecticut) oder Down at the Dinghy (Erstveröffentlichung im April 1949, dt. Unten beim Boot) verwendet.
Thematisch bringt Salinger in Ein herrlicher Tag für Bananen-Fisch zugleich seine Kritik an der materialistischen Überfluss- und Konsumwelt in der amerikanischen Nachkriegsgesellschaft zum Ausdruck. Der anfängliche Hinweis in der Erzählung auf das von Werbefachleuten belegte Hotel deutet auf den wachsenden Einfluss von Werbe- und Marketingkampagnen vor allem für Luxusartikel und Zeitschriften insbesondere für die Zielgruppe amerikanischer Frauen nach dem Ende des Krieges und der wirtschaftlichen Depression. Für einen Kriegsheimkehrer wie Salinger selber oder seinen Protagonisten Seymour in A Perfect Day for Bananafish, die aus einem zerstörten Europa zurückkehren, führt das Erleben dieses krassen Gegensatzes von Zerstörung und Entbehrung einerseits und Überfluss und Verschwendung andererseits zu einem Gefühl des Unbehagens und der Desorientierung. Mit dieser Kritik an der materialistischen amerikanischen Konsumgesellschaft nimmt Salinger literaturgeschichtlich eine Entwicklung in der postmodernen Literatur vorweg, die sich im Wesentlichen als Mainstream-Literatur erst 10 Jahre nach der Veröffentlichung von A Perfect Day for Bananafish Anfang der 60er Jahre ausbreitet. In dieser Hinsicht legt Salinger mit seiner Erzählung einen frühen Grundstein für eine kritische literarische Bewegung gegen das Establishment, wie sie sich ebenso in den zeitgenössischen Werken von Jack Kerouac und Thomas Wolfe äußert, die beide gleichermaßen Außenseiter oder Antihelden als Protagonisten nutzen.
Großen Einfluss soll die Erzählung auch auf das Werk von Wolfgang Herrndorf gehabt haben, der von den Nine Stories, insbesondere aber A Perfect Day for Bananafish „beinahe besessen“ gewesen sein soll. So soll etwa die Struktur und die Wiederkehr einzelner, die Kurzgeschichten verbindender Figuren in Herrndorfs Diesseits des Van-Allen-Gürtels durch Salingers Erzählungen inspiriert worden sein. Auch die Figur des Malte Lipschitz, ein verlorener Freund des Erzählers in Herrndorfs Debüt In Plüschgewittern, benannte Herrndorf in Anlehnung an Sharon Lipschutz, die Freundin und Konkurrentin der kleinen Sybil.